# Plaváček (album)
Plaváček je album Karla Kryla z roku 1983. Vydáno bylo na značce Šafrán 78 ve Švédsku.

## Obal
Obal alba zhotovil Vlastimil Třešňák za použití své vlastní fotografie.

## Seznam písní
1. Hlas
2. Z ohlasů písní ruských
3. Jaro desáté
4. Dívčí válka
5. Gloria
6. Číslo na zápěstí
7. Plaváček
8. Lilie
9. Lektorská
10. Varhany v Olivě
11. Tisící rok míru
12. Jupí, jupí

## Reedice
Reedici alba vydal roku 1995 Bonton. 28. března 2008 vydal Supraphon další reedici s bonusem v podobě živé nahrávky z Mnichova z roku 1986, kde Kryl písně při koncertu prokládá recitací básní ze své sbírky Krylias & Odysea.

### Seznam stop vydání z roku 2008
(Kurzívou jsou označeny básně.)
1. Hlas
2. Z ohlasů písní ruských
3. Jaro desáté
4. Dívčí válka
5. Gloria
6. Číslo na zápěstí
7. Plaváček
8. Lilie
9. Lektorská
10. Varhany v Olivě
11. Tisící rok míru
12. Jupí, jupí
13. Do sněhu vryty úzké stopy lyží...
14. Plaváček
15. Sleduji líně novotvary mračen...
16. Ocelárna
17. Číslo na zápěstí
18. Jedna část duše myslí na hovězí...
19. Zkouška dospělosti
20. Vzduch dýchá vůní zažluklého loje...
21. Veličenstvo Kat
22. Irena